# خاچاطور سوکیاسیان
خاچاطور آلبرتی سوکیاسیان (ارمنی: Խաչատուր Ալբերտի Սուքիասյան؛ ارمنی: Գռզո؛ زادهٔ ۱۵ سپتامبر ۱۹۶۱) یک کارآفرین و سیاستمدار اهل ارمنستان است از تاریخ ۲۰۲۱ تا کنون سمت نمایندگی دوره هشتم مجلس ملی جمهوری ارمنستان را برعهده دارد. وی پیشتر از تاریخ تا ۱۹۹۹ تا تاریخ ۲۰۱۲ سمت نمایندگی دوره‌های دوم تا چهارم مجلس ملی جمهوری ارمنستان را نیز برعهده داشت.

## زندگی‌نامه
در ۱۵ سپتامبر ۱۹۶۱ ‏در ایروان به دنیا آمد و از دانشگاه پلی‌تکنیک ارمنستان فارغ‌التحصیل شد. 